# Saint-Jean-aux-Bois (Oise)
Saint-Jean-aux-Bois é uma comuna francesa na região administrativa de Altos da França, no departamento de Oise. Estende-se por uma área de 25,21 km². Em 2010 a comuna tinha 322 habitantes (densidade: 12,8 hab./km²).